# Acronicta modica
Acronicta modica är en fjärilsart som beskrevs av Smith och Dyar. Acronicta modica ingår i släktet Acronicta och familjen nattflyn. Inga underarter finns listade i Catalogue of Life.